# Huttonia (geslacht)
Huttonia is een geslacht van spinnen uit de familie Huttoniidae.

## Soorten
Het geslacht kent de volgende soort:
- Huttonia palpimanoides O. Pickard-Cambridge, 1879